# Richard Dillane

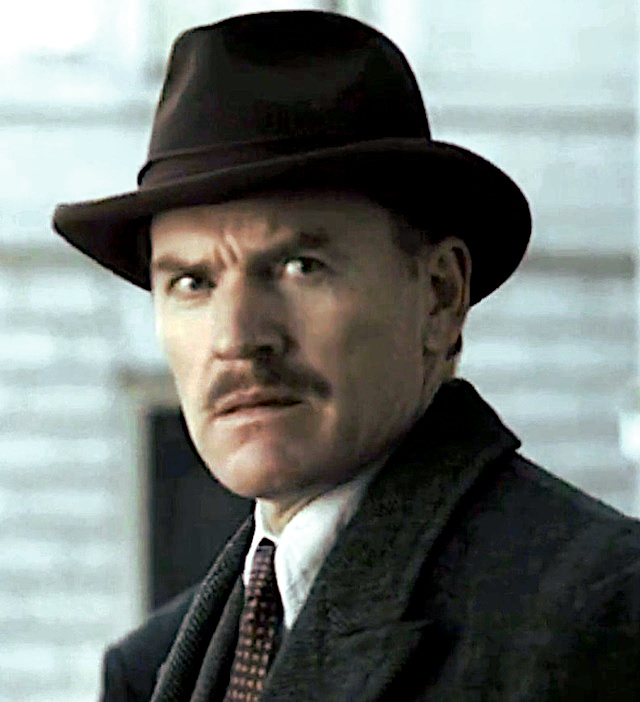
Richard Dillane in der Serie Inspector Foyle (2013)

Richard Dillane (* 15. Oktober 1964 in London) ist ein englischer Schauspieler und Radiosprecher. Er ist der jüngere Bruder von Stephen Dillane und somit der Onkel von Frank Dillane. Er ist verheiratet mit der Schauspielerin Jayne McKenna.

## Leben
Richard Dillane wurde als Sohn von Bridget und John Dillane geboren. Sein Vater war als Chirurg tätig und irisch-australischer Abstammung, seine Mutter Engländerin. Er wuchs mit seinem Bruder Stephen in West Wickham auf.
Der Schauspieler hat einen Abschluss in Philosophie an der University of Manchester erworben. Nach dem College zog er nach Australien und wurde in den späten 1980er Jahren Teil der Western Australian Theatre Company in Perth.
Neben seiner Arbeit vor der Kamera, war er während seiner Zeit in Australien auch als Regisseur für Musicalproduktionen tätig.
Richard Dillane ist seit 2005 mit der Schauspielerin Jayne McKenna verheiratet. Die beiden haben drei gemeinsame Kinder.

## Filmografie (Auswahl)

### Filme
- 1998: Emmerdale: Revenge
- 1999: Wing Commander
- 2000: Seeing Red (Fernsehfilm)
- 2001: Doc Martin (Fernsehfilm)
- 2002: George Eliot: A Scandalous Life (Fernsehfilm)
- 2004: EMR – Swallow Your Fear
- 2004: Spartacus
- 2004: De-Lovely – Die Cole Porter Story (De-Lovely)
- 2005: The Jacket
- 2005: Our Hidden Lives
- 2005: Wettlauf zum Mond (Space Race)
- 2006: Tristan & Isolde
- 2006: One Hundredth of a Second (Kurzfilm)
- 2008: Edge of Love – Was von der Liebe bleibt (The Edge of Love)
- 2008: The Dark Knight
- 2009: Free Agents (Fernsehfilm)
- 2009: Moonshot – Der Flug von Apollo 11 (Moonshot, Fernsehfilm)
- 2009: Mad, Sad & Bad
- 2010: Oranges and Sunshine
- 2012: The Dinosaur Project
- 2012: Argo
- 2013: Dead in Tombstone
- 2013: Mindscape
- 2014: United Passions
- 2014: Altar – Das Portal zur Hölle (Altar)
- 2014: The Last Hand (Kurzfilm)
- 2017: Against the Law (Fernsehfilm)
- 2018: Mother’s Day (Fernsehfilm)
- 2019: The Last Vermeer
- 2020: The Show
- 2020: Die Schlacht um die Schelde (De slag om de Schelde)
- 2021: München – Im Angesicht des Krieges (Munich: The Edge of War)

### Serien
- 1995: Soldier Soldier (Fernsehserie, 10 Episoden)
- 1997: Heartbeat (Fernsehserie, Episode 7x13)
- 1997: Men Behaving Badly (Fernsehserie, Episode 6x05)
- 1997: Die Bibel – Salomon (Solomon, Miniserie, 2 Episoden)
- 1998: The Grand (Fernsehserie, Episode 2x06)
- 1998: Big Women (Miniserie, 3 Episoden)
- 1998: Verdict (Fernsehserie, Episode 1x01)
- 1999: An Evil Streak (Fernsehserie, Episoden unbekannt)
- 2000: Cold Feet (Fernsehserie, 2 Episoden)
- 2003: Jean Moulin, une affaire française (Fernsehserie, Episoden unbekannt)
- 2003: Red Cap (Fernsehserie, Episode 1x04)
- 2003: Adventure Inc. – Jäger der vergessenen Schätze (Adventure Inc., Fernsehserie, Episode 1x17)
- 2006: Hustle - Unehrlich währt am längsten (Hustle, Fernsehserie, Episode 3x06)
- 2007: Waking the Dead – Im Auftrag der Toten (Waking the Dead, Fernsehserie, 2 Episoden)
- 2007: Lewis – Der Oxford Krimi (Lewis, Fernsehserie, Episode Dämonen der Vergangenheit)
- 2007: Rom (Rome, Fernsehserie, Episode 2x10)
- 2007: Spooks – Im Visier des MI5 (Spooks, Fernsehserie, Episode 6x07)
- 2007–2010: Casualty (Fernsehserie, 29 Episoden)
- 2008: Mrs. McGinty ist tot (Agatha Christie’s Poirot; Fernsehserie, Episode: Mrs McGinty’s Dead)
- 2011: Doctor Who (Fernsehserie, 2 Episoden)
- 2012: Inspector Banks (DCI Banks, Fernsehserie, 2 Episoden)
- 2013: Inspector Barnaby (Midsomer Murders, Fernsehserie, Episode 15x06)
- 2013: Inspector Foyle (Foyle’s War, Fernsehserie, Episode 7x03)
- 2013: Atlantis (Fernsehserie, Episode 1x03)
- 2014: Vera – Ein ganz spezieller Fall (Vera, Fernsehserie, Episode 4x03)
- 2014: New Tricks – Die Krimispezialisten (New Tricks, Fernsehserie, Episode 11x02)
- 2015: Agatha Christie: Partners in Crime (Miniserie, Episode 1x03)
- 2015–2024: Wölfe (Wolf Hall, Fernsehserie, 10 Episoden)
- 2016: Der junge Inspektor Morse (Endeavour, Fernsehserie, Episode 3x02)
- 2016: Silent Witness (Fernsehserie, 2 Episoden)
- 2016: Peaky Blinders – Gangs of Birmingham (Peaky Blinders, Fernsehserie, Episode 3x01)
- 2016: Poldark (Fernsehserie, Episode 2x02)
- 2016: Berlin Station (Fernsehserie, Episode 1x01)
- 2016: Daye’s Work (Fernsehserie, Episode 1x01)
- 2017: The White Princess (Miniserie, 8 Episoden)
- 2017: The Last Post (Miniserie, 6 Episoden)
- 2017: Outlander (Fernsehserie, 2 Episoden)
- 2018: Counterpart (Fernsehserie, Episode 2x03)
- 2019: West of Liberty (Fernsehserie, 6 Episoden)
- 2019: Es war einmal ein zweites Mal (Il était une seconde fois, Miniserie, 2 Episoden)
- 2019: Strike Back (Fernsehserie, 2 Episoden)
- 2019: Pflicht und Schande (Giri/Haji, Miniserie, Episode 1x03)
- 2020: The Last Kingdom (Fernsehserie, 4 Episoden)
- 2020: Vetala (Fernsehserie, 4 Episoden)
- 2020: Der junge Wallander (Young Wallander, Fernsehserie, 6 Episoden)
- 2021: Call the Midwife – Ruf des Lebens (Call the Midwife, Fernsehserie, 2 Episoden)
- 2021: Dalgliesh (Fernsehserie, 2 Episoden)
- 2022: Father Brown (Fernsehserie, Episode 9x10)
- 2022: Pennyworth (Fernsehserie, 5 Episoden)
- 2022: The Crown (Fernsehserie, Episode 5x06)
- 2022–2025: Andor (Fernsehserie, 7 Episoden)
- 2023: Stonehouse (Fernsehserie, Episode 1x02)
- 2023: Diplomatische Beziehungen (The Diplomat, Fernsehserie, 4 Episoden)

## Synchronisation
- 2006: The Real Sopranos (Fernsehfilm) … als Erzähler
- 2010: James Bond 007: Blood Stone (Videospiel) … als Silk
- 2017: Mass Effect: Andromeda (Videospiel) … als Hakim Barakat